# Xestospiza conica
Xestospiza conica James & Olson, 1991 è un uccello passeriforme estinto della famiglia Fringillidae.

## Tassonomia
Il nome scientifico della specie, conica, è un riferimento alla forma del becco, che è appunto conico.

## Descrizione
Finora sono stati rinvenuti solo resti allo stato subfossile e della mandibola e del becco di questi uccelli, il quale (come intuibile dal loro nome scientifico) era sottile e allungato, a forma di cono: non è pertanto possibile ottenere descrizioni sull'aspetto complessivo dell'animale in vita, che tuttavia non doveva differire eccessivamente, per taglia e aspetto, dai fringillidi attuali.

## Biologia
Si suppone che questi uccelli fossero diurni e insettivori: nonostante la forma del becco presenti delle analogie con quella osservabile nell'ancora vivente (sebbene fortemente minacciato di estinzione) poʻo-uli, non vi sono prove che la dieta di X. conica fosse specializzata come quella di quest'ultimo. Il fatto che i resti di questi uccelli siano stati rinvenuti sempre in associazione al bolo del gufo terrestre Grallistrix auceps, anch'esso estinto, fa pensare che essi ne costituissero una preda.

## Distribuzione e habitat
Xestospiza conica era endemico dell'isola hawaiiana di Kauai, della quale abitava verosimilmente le zone ricoperte di foresta.

## Estinzione
La scomparsa di questa specie è anteriore all'arrivo degli europei nell'arcipelago: verosimilmente, essa si estinse in seguito all'alterazione dell'habitat ad opera dei coloni polinesiani, oppure forse ancora precedentemente ai cambi climatici della transizione Pleistocene-Olocene, ambedue eventi che hanno decretato la scomparsa di numerosissime specie di drepanidini dalle Hawaii.